# Видавский, Богуслав
Богуслав Видавский (пол. Bogusław Widawski; 23 февраля 1934, Львов — 8 февраля 1986, Люблинец, Люблинецкий повят) — польский футболист, полузащитник.

## Биография
Богуслав Видавский родился 23 февраля 1934 года в польском городе Львов (сейчас на Украине).
Играл в футбол на позиции полузащитника. Всю карьеру провёл в «Огниве» / «Спарте» / «Полонии» из Бытома, выступая за неё в 1954—1966 годах. Провёл в чемпионате Польши 114 матчей, забил 2 мяча. Дважды выигрывал золотые медали чемпионата Польши (1954, 1962).
21 июня 1959 года провёл во Вроцлаве единственный в карьере матч за сборную Польши, сыграв 90 минут в товарищеском поединке против Израиля (7:2).
По окончании игровой карьеры работал тренером. В 1972—1974 годах возглавлял выступавший во второй лиге «Пяст» из Гливице. Также работал в третьей лиге с «Ракувом» из Ченстоховы.
Умер 8 февраля 1986 года в польском городе Люблинец.

## Достижения

### Командные
Полония (Бытом)
- Чемпион Польши (2): 1954, 1962.